# Spiele für Zwei
Spiele für Zwei, später Für Zwei Spieler, ist eine Spieleserie, die seit 1996 von dem deutschen Spieleverlag Kosmos Spiele herausgegeben wird. Es handelt sich dabei um Brett- und Kartenspiele, die für das Spiel mit zwei Personen entwickelt wurden. Die Spiele stammen von unterschiedlichen Spieleautoren und stehen in keinem inhaltlichen Zusammenhang, teilweise handelt es sich um Adaptionen von größeren Mehrspielerspielen oder um Lizenzspiele. Mehrere der Spiele wurden international ausgezeichnet.

## Liste der Spiele

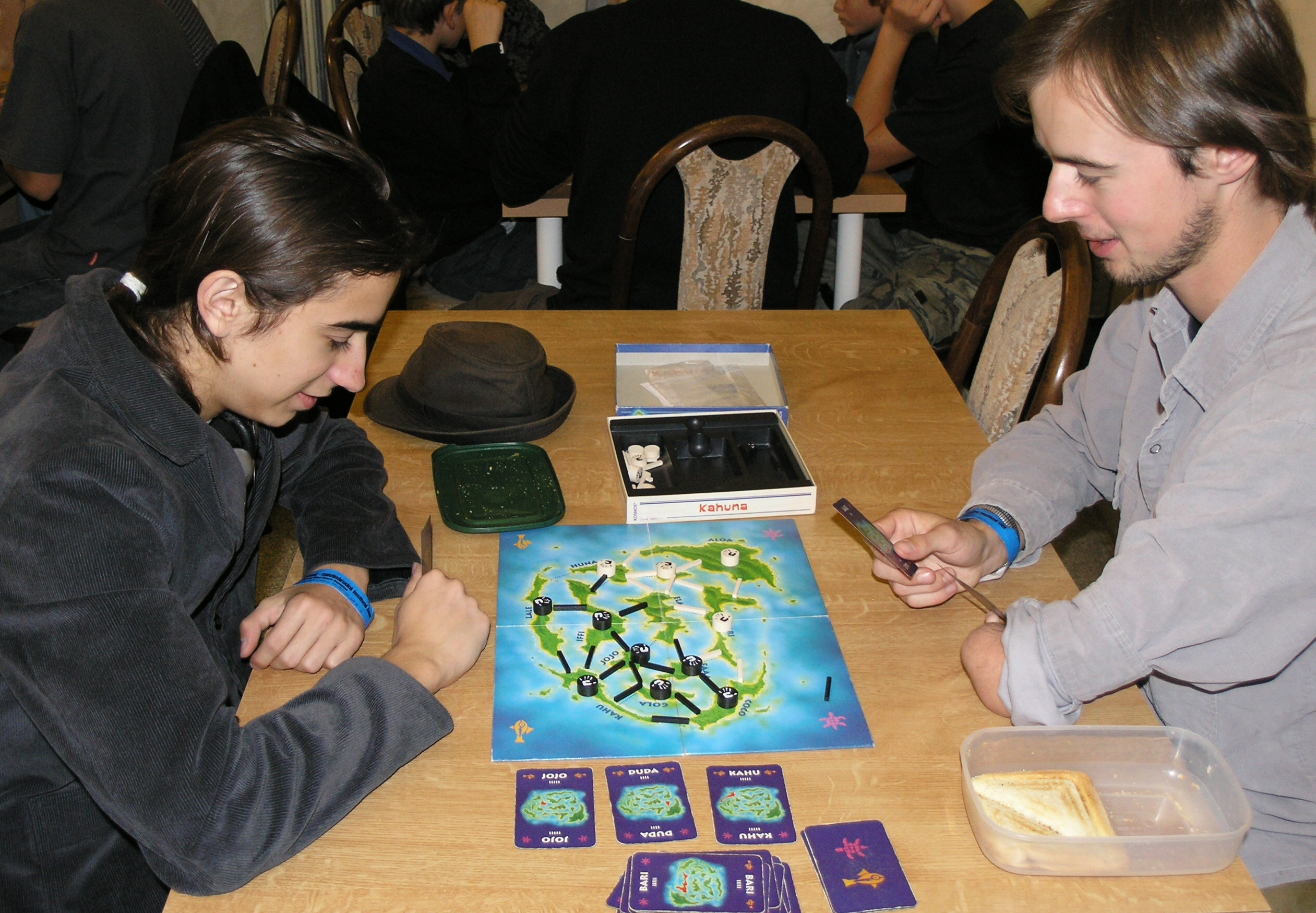
Kahuna

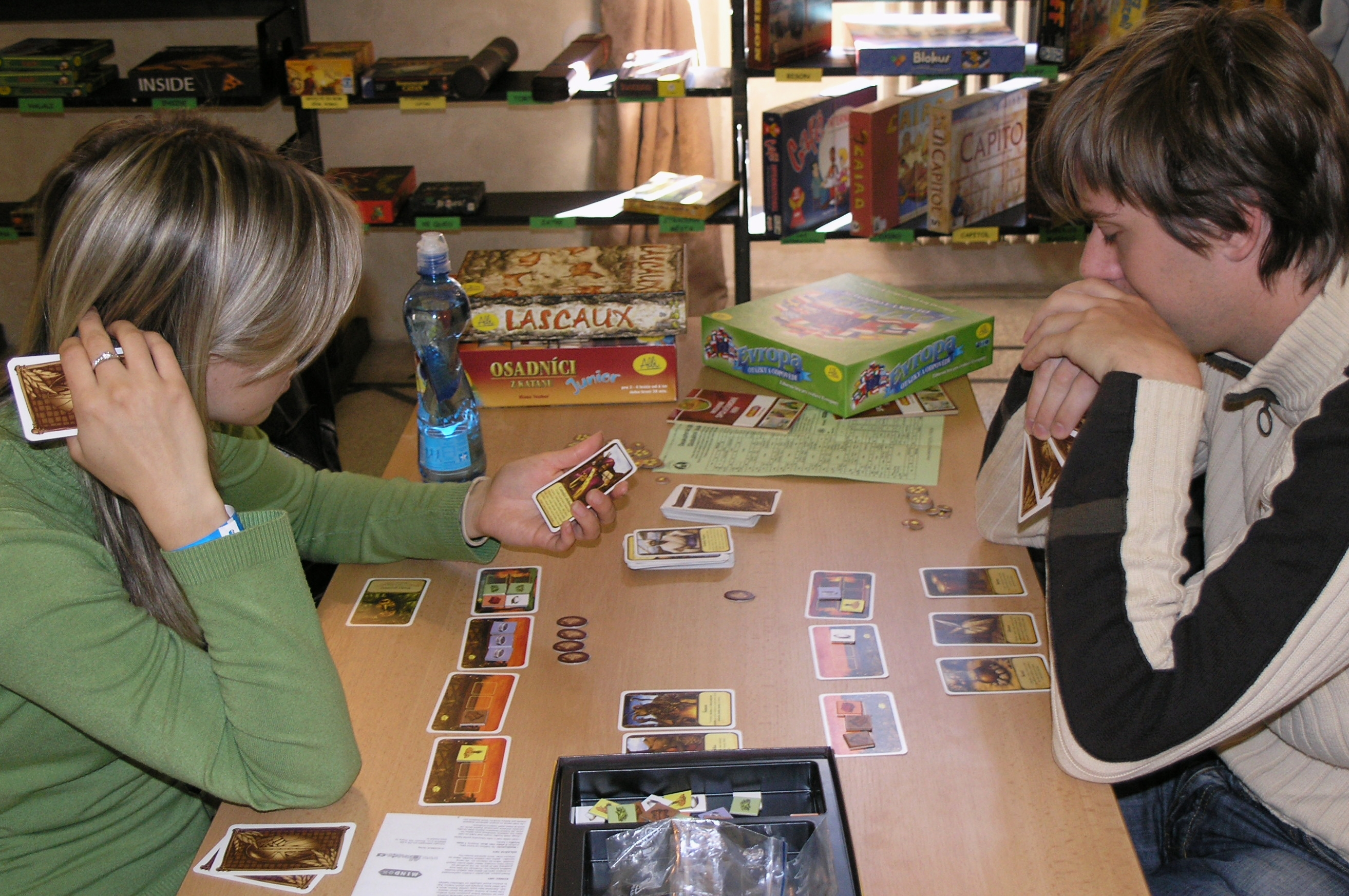
Jambo

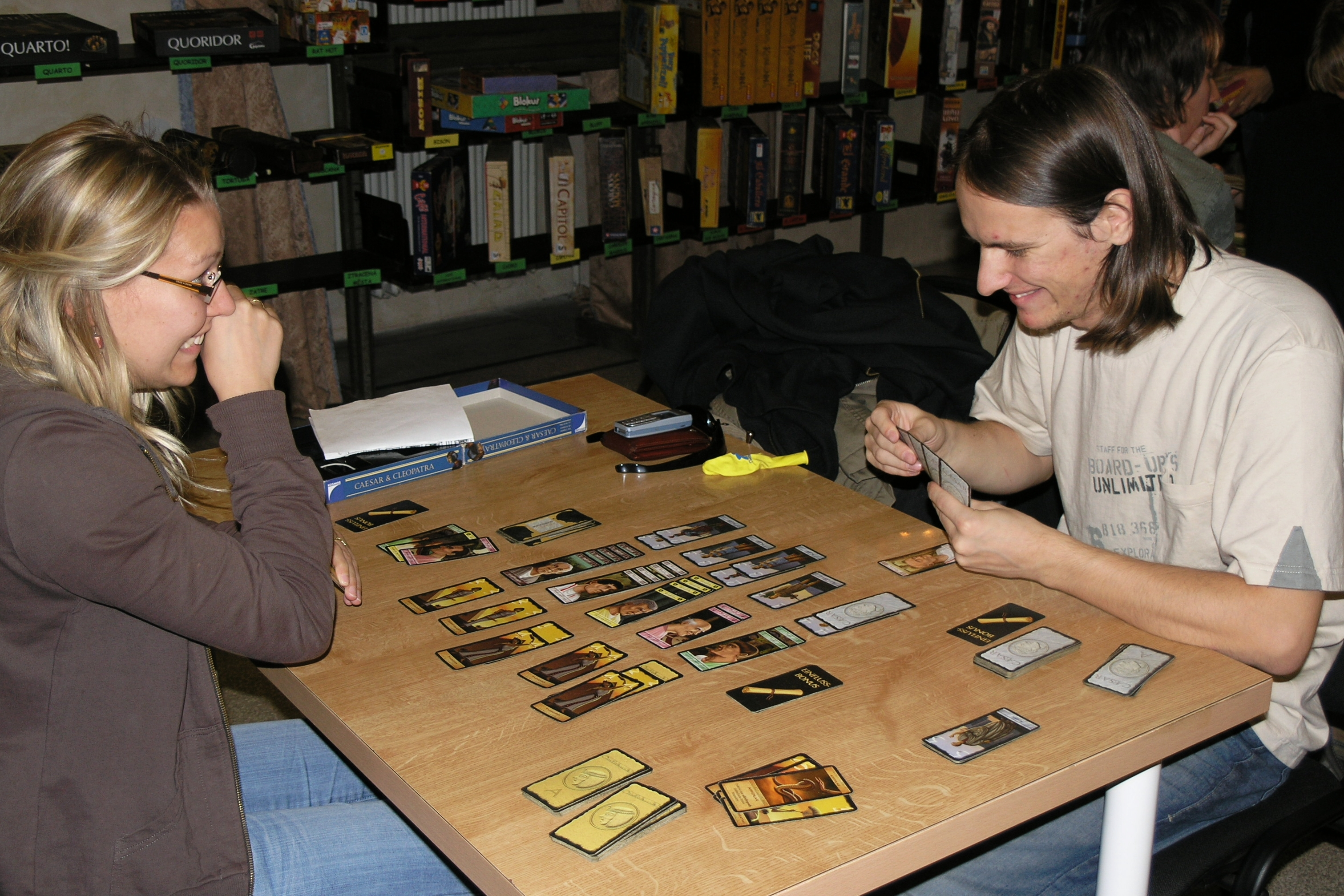
Caesar & Cleopatra

In der Serie sind unter anderen erschienen:
- Anno 1701 – Das Kartenspiel (Klaus Teuber, 2007)
- Aqualin (Marcello Bertocchi, 2020)
- Asante (Rüdiger Dorn, 2013)
- Asterix und Obelix: Fröhliche Keilerei (Michael Rieneck, 2006)
- Auf der Reeperbahn nachts um halb zwei (Reiner Knizia, 2006)
- Avalon (Leo Colovini, 2006)
- Babel (Hagen Dorgathen und Uwe Rosenberg, 2000)
- Ballon Cup (Stephen Glenn, 2003)
- Baumkronen – Unter den Wipfeln des Regenwalds (Tim Eisner, Vincent Dutrait, 2021)
- Blitz und Donner (Richard Borg, 2000)
- Blue Moon (Reiner Knizia, 2004)
- Caesar & Cleopatra (Wolfgang Lüdtke, 1997)
- Drachenherz (Rüdiger Dorn, 2010)
- Dracula (Michael Rieneck, 2003)
- Druidenwalzer (Michael Rieneck, 1999)
- Einfach Genial Reiseedition (Reiner Knizia, 2006)
- Elchfest (Hermann Huber, 1999)
- Finale (Oliver Abendroth, 1997)
- Flower Power (Angelika Fassauer und Peter Haluszka, 2000)
- Halali! (Rudi Hoffmann, 2000)
- Hellas (Franz-Benno Delonge, 2002)
- Der Herr der Ringe: Das Duell (Peter Neugebauer, 2002)
- Der Herr der Ringe: Die Entscheidung (Reiner Knizia, 2002)
- Der Herr der Ringe: Die Suche (Peter Neugebauer, 2001)
- Hanamikoji (Kota Nakayama, 2016)
- Hanamikoji: Geisha's Road (Eros Lin, 2022)
- Holmes: Sherlock gegen Moriarty (Diego Ibáñez, 2017)
- How Ruck! (Richard Borg, 2002)
- Jäger und Späher (Gerhard Hecht, 2016)
- Jambo (Rüdiger Dorn, 2004)
- Kahuna (Günter Cornett, 1998)
- Die Legenden von Andor: Chada & Thorn (Gerhard Hecht und Michael Menzel, 2016)
- Lost Cities (Reiner Knizia, 1999)
- Odins Raben (Thorsten Gimmler, 2002)
- Petri Heil! (Michael Rieneck, 2005)
- Perry Rhodan: Die kosmische Hanse (Heinrich Glumpler, 2007)
- Die Pyramiden des Jaguar (Günter Burkhardt, 2002)
- Rette sich wer kann! (Rudi Hoffmann, 2003)
- Das Riff (Christine Lehmann und Wolfgang A. Lehmann, 2000)
- Rosenkönig (Dirk Henn, 1999)
- Sakkara (Michael Grabmeier, 2007)
- Die Siedler von Catan – Das Kartenspiel (Klaus Teuber, 1996)
- Sternenschiff Catan (Klaus Teuber, 2001)
- Sudoku: Duell der Meister (Reiner Knizia, 2006)
- Summer Time (Inka und Markus Brand, 2006)
- Tooor! (Oliver Abendroth, 2005)
- Ubongo – Das Duell (Grzegorz Rejchtman, 2015)

## Resonanz
Die Spiele der Serie Spiele für Zwei erhalten sowohl als einzelne Spiele wie auch als Gesamtkonzept in der Regel eine sehr positive Resonanz. Obwohl viele klassische Spiele wie Schach, Dame, Mühle oder Halma ebenfalls bereits für zwei Personen konzipiert sind, gelten die Kosmos-Spiele als Wegbereiter für die modernen Zwei-Personen-Spiele. Mehrere der Spiele wurden mit verschiedenen Spielepreisen ausgezeichnet, darunter Caesar & Cleopatra, das 1998 den 1. Platz des à la carte Kartenspielpreis erreichte und auf die Auswahlliste zum Spiel des Jahres aufgenommen wurde, oder etwa Babel, das 2001 sowohl den Preis Spiele Hit für Zwei des österreichischen Spiel der Spiele erreichte und ebenfalls auf der Auswahlliste zum Spiel des Jahres auftauchte.